# La Londe (Eure)
La Londe is een gehucht in de Franse gemeente Farceaux in het departement Seine-Maritime in Normandië. Het ligt in het noorden van de gemeente, anderhalve kilometer ten noordoosten van het dorpscentrum van Farceaux.

## Geschiedenis
La Londe was vroeger een afzonderlijk parochie, gewijd aan Sint-Petrus en Sint-Paulus (Saint-Pierre et Saint-Paul). Op de 18de-eeuwse Cassinikaart is hier het dorp la Londe aangeduid. 
Op het eind van het ancien régime op het eind van de 18de eeuw, toen de gemeenten werden gecreëerd, werd La Londe een gemeente.
In 1842 werd de gemeente opgeheven en met het eveneens opgeheven Neuville bij de gemeente Farceaux gevoegd. La Londe telde in 1841 nog 87 inwoners.
Farceaux · La Londe · Neuville